# لئنتوپودیم

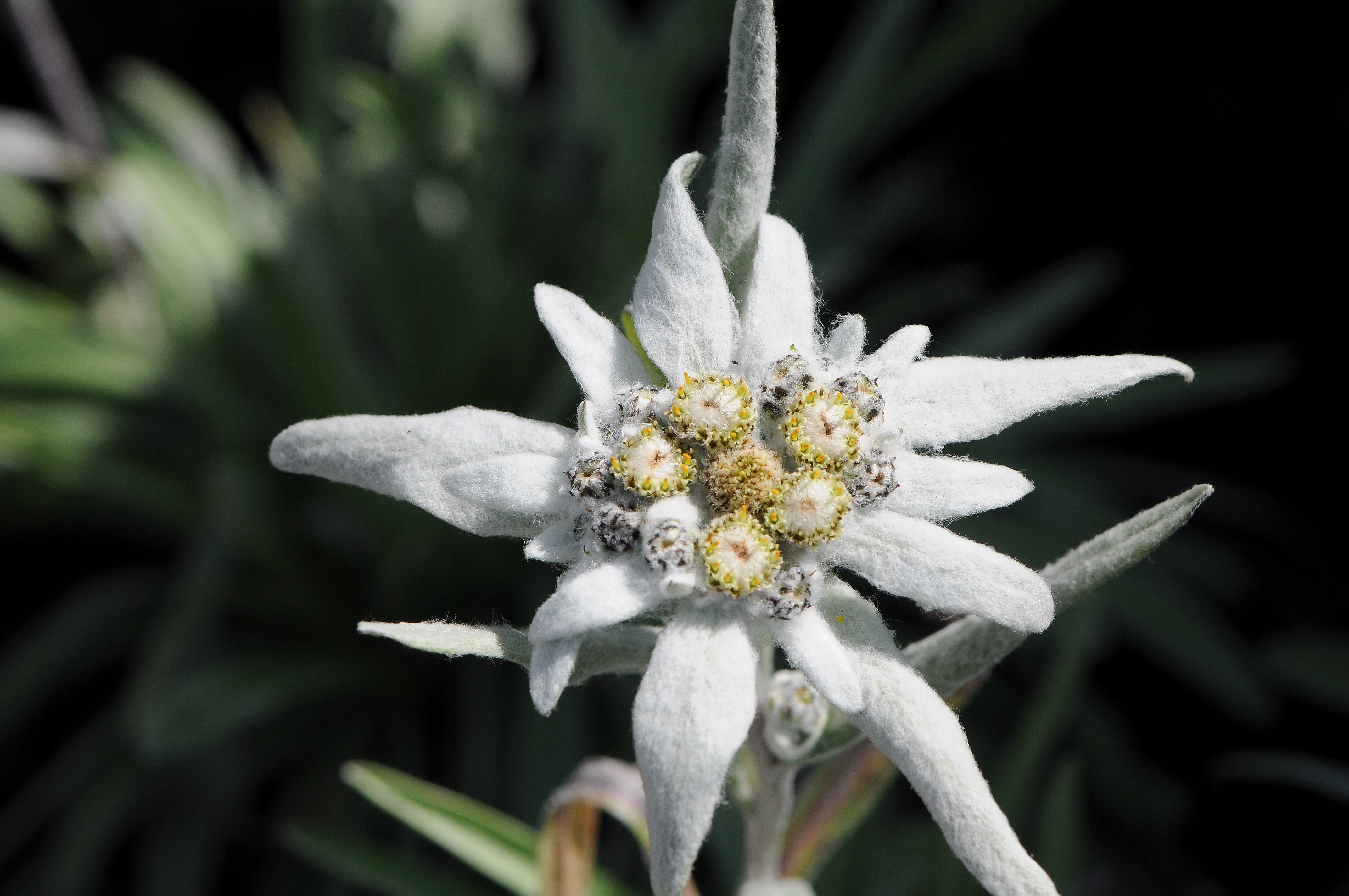
تصویر "آلپ ادل‌وایس" (Leontopodium alpinum) گلی کوهستانی معروف از خانواده کاسنیان را نشان می‌دهد که نماد مقاومت در برابر شرایط سخت مانند ارتفاعات آلپ است.

لئنتوپودیم (به انگلیسی: Leontopodium) نام یک سرده از خانواده (زیست‌شناسی) کاسنیان است.